# Erebia diffusa
Erebia diffusa är en fjärilsart som beskrevs av Müller 1928. Erebia diffusa ingår i släktet Erebia och familjen praktfjärilar. Inga underarter finns listade i Catalogue of Life.